# 3744 Horn-d'Arturo
3744 Horn-d'Arturo (1983 VE) là một tiểu hành tinh vành đai chính được phát hiện ngày 5 tháng 11 năm 1983 bởi Osservatorio San Vittore ở Bologna.